# Bandera de Sudán del Sur
La bandera de Sudán del Sur se adoptó tras la firma del Acuerdo General de Paz que puso fin a la segunda guerra civil sudanesa. La bandera fue utilizada anteriormente como la bandera de Sudán por el Movimiento de Liberación del Pueblo de Sudán. La bandera de Sudán del Sur es anterior al país, ya que se adoptó en 2005, mientras que el país obtuvo su independencia en 2011.

## Historia
Cuando Sudán se independizó en 1956, la población predominantemente cristiana y animista que vivía en el sur del país carecía de símbolos regionales, mientras que el norte, ya predominantemente musulmán, exhibía símbolos islámicos en la bandera nacional. Antes de la independencia, el gobierno británico había dispuesto símbolos locales apropiados para las regiones de Sudán, pero el nuevo gobierno del Sudán independiente se opuso a su uso por considerarlo contraproducente para fomentar la unidad nacional.
Desde el principio, los sudaneses del sur se sintieron discriminados por el norte islámico. Los sureños lucharon en la segunda guerra civil sudanesa para lograr su independencia, seguida de un acuerdo de paz en 2005 que incluyó un referéndum sobre la independencia en el sur. El referéndum fue aprobado con un apoyo abrumador en 2011, y Sudán del Sur se convirtió oficialmente en independiente el 9 de julio. En la década de 1990, durante su lucha con el norte, los sudaneses del sur crearon un estandarte de independencia, que se convertiría en la nueva bandera nacional. La bandera fue diseñada por Samuel Ajak, quien fue artista y general de brigada del Ejército de Liberación del Pueblo de Sudán bajo el líder revolucionario John Garang.  Sin embargo, la bandera nunca se definió en detalle, lo que dio lugar a malentendidos con respecto a sus colores oficiales o la rotación de la estrella en ella.
Para abordar las discrepancias, el 25 de agosto de 2023, la Autoridad de Medios de Comunicación de Sudán del Sur emitió un aviso a las empresas de publicidad e impresión, indicando que la versión correcta de la bandera tiene un galón azul claro y una estrella vertical. Actualmente, es ilegal en Sudán del Sur distribuir reproducciones alternativas de la bandera que presenten un galón azul oscuro o una estrella inclinada.

## Descripción
La bandera es similar a la bandera de Kenia con la adición de un triángulo azul y una estrella de oro dentro del triángulo. Los colores se dice que representan la población sudanesa del Sur (negro), la sangre derramada por la libertad (rojo), la tierra (verde), la estrella de oro representa la estrella de Belén, como unión de los estados de Sudán del Sur. La bandera de Sudán del Sur es una de las tres banderas de seis colores en el mundo, junto con la de Sudáfrica y Dominica.

## Banderas históricas

Bandera del Movimiento Mahdista en Sudán (1885-1899)
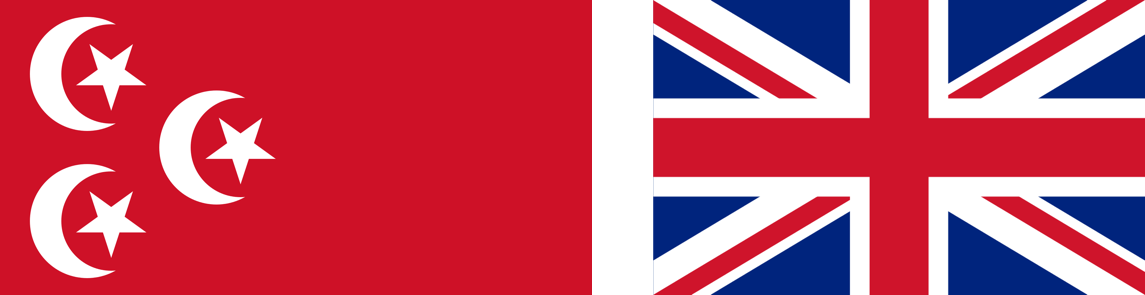
Bandera del Sudán anglo-egipcio (1914-1922)
Bandera del Sudán anglo-egipcio (1922-1955)
Bandera provisional del Sudán en la Conferencia de Bandung (1955)
Bandera del Sudán (1956-1970)
Bandera de Sudán empleada en Sudán del Sur (1970-2011)
Bandera del Gobierno Provisional del Nilo (GPN) y de la autodeclarada República del Nilo (1969-1971)

### República de Sudán del Sur

Bandera de Sudán del Sur (2011-2023)
Bandera de Sudán del Sur (2011-2023), variante

## Otras banderas

Bandera del ELPS (1983-1995)
Bandera del ELPS (1995)
Una de las muchas banderas voladas en la capital de Sudán del Sur en el Día de la Independencia
Bandera presidencial de Sudán del Sur